# Dypsis madagascariensis
Dypsis madagascariensis – gatunek palmy z rzędu arekowców (Arecales). Występuje endemicznie na Madagaskarze, w prowincjach Antsiranana, Mahajanga oraz Toliara. Można go spotkać między innymi w parkach narodowych Baie de Baly, Tsingy de Bemaraha i Tsingy de Namoroka.
Występuje w suchych lub przejściowych lasach na wysokości do 1100 m n.p.m. Wiele okazów znajduje się na wybrzeżu Kanału Mozambickiego.
Chociaż istnieje wiele bieżących zagrożeń dla tego gatunku jest on powszechny w zachodniej części Madagaskaru. Biorąc pod uwagę szeroki zakres występowania jest wymieniony jako gatunek najmniejszej troski. Jednak konieczne jest ciągłe monitorowanie jego populacji, ponieważ zagrożenie jego wyginięcia wzrasta, zwłaszcza podczas owocowania, kiedy to są zbierane jego nasiona. Innymi poważnymi zagrożeniami są rozwijające się rolnictwo i okresowe pożary.